# ジパング (ピンク・レディーの曲)
「ジパング」は、1979年3月にリリースされた日本のアイドルグループ・ピンク・レディーの11枚目のシングルである。

## 解説
- 2作目の「S・O・S」以来連続で獲得し続けたオリコンチャート1位の座だが、この曲はオリコン最高4位止まりだった。これ以降のシングルでもオリコン1位の座は獲得できず、「ペッパー警部」以来続いた出荷枚数100万枚突破の記録も本作で途絶えた。
- しかしこの作品でピンク・レディーは、オリコン史上初となる「シングルレコード・総売上合計枚数1000万枚」を達成した（1979年4月16日付）[1]。
- 当初は「ミラクル伝説〜ジパング」という名前であったが、後に単に「ジパング」に変わった。また当初はB面収録の「事件が起きたらベルが鳴る」がA面とされる予定であった。（なので、マトリクス番号がジパングは”X”、事件が起きたらベルが鳴るの方が”A”になっている）。
- 当初の衣装は、「ジパング」にちなんで、双方とも金色のベストとミニスカートだったが、後に、ミーが男性の海賊をイメージする衣装、ケイが女性の海賊をイメージする衣装に変えた。ミーとケイの衣装が別々になるのは初。

## 収録曲
1. ジパング
  - 作詞：阿久悠／作曲・編曲：都倉俊一
2. 事件が起きたらベルが鳴る
  - 作詞：阿久悠／作曲・編曲：都倉俊一

## カバー
ジパング
- シュークリームシュ（米米CLUB）（2009年、阿久悠トリビュートアルバム『Bad Friends』に収録）
- ピンク・ベイビーズ（2016年、シングル『渚のシンドバッド』type-Aに収録[2]）